# Атлантически жилещ скат
Атлантически жилещ скат (Dasyatis sabina) е вид хрущялна риба от семейство Dasyatidae. Видът не е застрашен от изчезване.

## Разпространение и местообитание
Разпространен е в Мексико (Веракрус, Кампече, Табаско и Тамаулипас) и САЩ (Алабама, Вирджиния, Джорджия, Луизиана, Мериленд, Мисисипи, Северна Каролина, Тексас, Флорида и Южна Каролина).
Обитава крайбрежията и пясъчните дъна на сладководни и полусолени басейни, океани, морета, заливи, лагуни и реки.

## Описание
Теглото им достига до 4870 g.